# Фооса
Фооса (др.-греч. Θόωσα, Thoōsa) — в древнегреческой мифологии морская нимфа, мать циклопа Полифема, рождённого ею от бога Посейдона (Одиссея, I:70-72). Согласно Гомеру, она была дочерью Форкия, а её мать не упоминается.